# Marina Otero
Marina Otero (geb. 1984 in Buenos Aires) ist eine argentinische Performancekünstlerin.

## Leben
Oteros Jugend war durch ständige wirtschaftliche Krisen in ihrem Heimatland geprägt. Zunächst konnte sie von ihrer künstlerischen Arbeit in Argentinien nicht leben und musste sich mit Workshops und Tanzunterricht über Wasser halten. Ihre Karriere wurde durch einen Bandscheibenvorfall im Jahr 2019 zeitweise stark beeinträchtigt. Es gelang ihr aber bald, sich als international anerkannte Performancekünstlerin zu etablieren. Seit 2022 lebt und arbeitet sie in Madrid. Sie litt selbst an einer psychischen Erkrankung und nutzt diese persönliche Erfahrung als zentrale Inspiration für ihre Werke.

## Wirken
Otero ist für ihre radikalen, intimen und multidisziplinären Performances bekannt, in denen sie oft ihren eigenen Körper als Objekt nutzt. Sie verbindet Theater, Tanz und Videokunst und thematisiert dabei vor allem existenzielle Fragen wie den Sinn des Lebens, psychische Gesundheit und den Körper als Medium. Zu ihren bedeutendsten Arbeiten gehört das lebenslang angelegte Projekt Recordar para Vivir (deutsch: „Erinnern, um zu leben“), das bis zu ihrem Tod fortgeführt werden soll. Dazu zählen Werke wie Andrea, Love Me, Fuck Me und Kill Me, die alle einen autobiografischen Ansatz verfolgen.
Ihre Performances wurden weltweit aufgeführt, unter anderem in Deutschland, Spanien, Italien, Frankreich, Singapur und Israel. Besondere Anerkennung erhielt Otero für ihre Aufführungen: Mit Fuck Me gewann sie 2021 den Publikumspreis des Zürcher Theater Spektakel, und mit Recordar 30 años para vivir 65 minutos erhielt sie 2016 den Preis für die beste Regie bei der Biennale für Junge Kunst in Buenos Aires. Ihre Arbeiten sind von einer Mischung aus Fiktion und Realität, Sinnlichkeit, Humor und der Auseinandersetzung mit Tabuthemen wie psychischen Erkrankungen geprägt.
Otero engagiert sich auch als Lehrerin und Dozentin und leitet Workshops und Seminare in verschiedenen Ländern, darunter Argentinien, Frankreich, Mexiko und Spanien. Ihre Performances sind sowohl künstlerische Werke als auch persönliche Auseinandersetzungen mit dem menschlichen Dasein und der Zerbrechlichkeit des Körpers.